# Townsendia montana
Townsendia montana là một loài thực vật có hoa trong họ Cúc. Loài này được M.E.Jones miêu tả khoa học đầu tiên năm 1895.